# Lapanouse
Ne doit pas être confondu avec La Panouse.
Pour l’article homonyme, voir Lapanouse-de-Cernon autre commune de l'Aveyron située sur le causse du Larzac.
Lapanouse-de-Sévérac redirige ici.
Lapanouse est une ancienne commune française située dans le département de l'Aveyron, en région Occitanie, devenue, le 1er janvier 2016, une commune déléguée de la commune nouvelle de Sévérac-d'Aveyron.

### Localisation

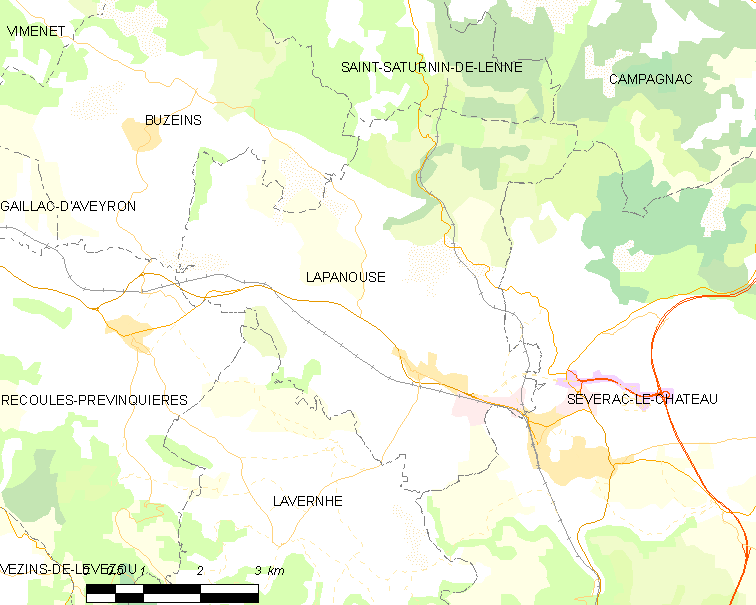

## Toponymie
Le nom officiel de la commune, tel que répertorié par le code officiel géographique de l'INSEE, est Lapanouse. Toutefois, pour distinguer la commune de son homonyme située dans le même département (Lapanouse-de-Cernon, sur le causse du Larzac), il est fait usage, au niveau local, de l'appellation Lapanouse de Sévérac, qui ne présente cependant aucun caractère officiel.

## Histoire
Au Moyen Âge, une congrégation de moines panetiers cultive le blé et fabrique du pain, donnant ainsi son nom au village : « Panus », puis « Panusia » et enfin « Lapanouse ».

## Politique et administration
| Période                                  | Période | Identité         | Étiquette | Qualité                    |
| ---------------------------------------- | ------- | ---------------- | --------- | -------------------------- |
|                                          | 2001    | Paul Samson      |           |                            |
| 2001                                     | 2007    | Jeannette Samson | DVG       |                            |
| 2007                                     | 2016    | Alain Gal        | DVG       | Retraité Fonction publique |
| Les données manquantes sont à compléter. |         |                  |           |                            |

## Population et société

### Démographie
L'évolution du nombre d'habitants est connue à travers les recensements de la population effectués dans la commune depuis 1793. À partir du 1er janvier 2009, les populations légales des communes sont publiées annuellement dans le cadre d'un recensement qui repose désormais sur une collecte d'information annuelle, concernant successivement tous les territoires communaux au cours d'une période de cinq ans. 
Pour les communes de moins de 10 000 habitants, une enquête de recensement portant sur toute la population est réalisée tous les cinq ans, les populations légales des années intermédiaires étant quant à elles estimées par interpolation ou extrapolation. Pour la commune, le premier recensement exhaustif entrant dans le cadre du nouveau dispositif a été réalisé en 2004,.
En 2013, la commune comptait 769 habitants, en évolution de +2,53 % par rapport à 2008 (Aveyron : +0,58 %, France hors Mayotte : +2,49 %).
| 1793 | 1800 | 1806  | 1821 | 1831 | 1836 | 1841 | 1846  | 1851 |
| ---- | ---- | ----- | ---- | ---- | ---- | ---- | ----- | ---- |
| 821  | 880  | 1 702 | 982  | 972  | 965  | 970  | 1 012 | 987  |

| 1856 | 1861 | 1866 | 1872 | 1876  | 1881  | 1886 | 1891 | 1896 |
| ---- | ---- | ---- | ---- | ----- | ----- | ---- | ---- | ---- |
| 889  | 871  | 919  | 904  | 1 193 | 1 121 | 917  | 928  | 792  |

| 1901 | 1906 | 1911 | 1921 | 1926 | 1931 | 1936 | 1946 | 1954 |
| ---- | ---- | ---- | ---- | ---- | ---- | ---- | ---- | ---- |
| 758  | 720  | 731  | 666  | 672  | 689  | 627  | 660  | 585  |

| 1962 | 1968 | 1975 | 1982 | 1990 | 1999 | 2004 | 2009 | 2013 |
| ---- | ---- | ---- | ---- | ---- | ---- | ---- | ---- | ---- |
| 556  | 517  | 577  | 663  | 709  | 692  | 720  | 758  | 769  |

### Manifestations culturelles et festivités
La fête votive de Lapanouse a lieu le 15 août.

## Lieux et monuments

### Château de Loupiac
Inscrit MH (1928)
Le château de Loupiac date du XVIe siècle.

### Église Notre-Dame-de-l'Assomption
Inscrit MH (1927)
De la partie primitive de l'église du IXe siècle, il reste le chœur extérieur avec sa fenêtre axiale, les modillons à grimace et la porte du Midi.

### Divers
- La maison natale du philosophe Guillaume-Thomas Raynal.
- Les fontaines de Tantayrou et de Cornuéjouls.

## Personnalités liées à la commune
- Famille de Lapanouse
- Guillaume-Thomas Raynal, né à Lapanouse le 12 avril 1713 et mort à Passy le 6 mars 1796, écrivain, penseur et prêtre français.
- Sylvia Pinel dont la famille s'est installée à Cornuéjouls en 1953, jusqu'en 1970[7].